# Linyphia triangularis
Linyphia triangularis Clerck, 1757 è un ragno appartenente alla famiglia Linyphiidae.

## Distribuzione
La specie è stata rinvenuta in diverse località della regione paleartica; negli USA è stato introdotto

## Tassonomia
È la specie tipo del genere Linyphia Latreille, 1804.
Non sono stati esaminati esemplari di questa specie dal 2011
Attualmente, a dicembre 2013, è nota una sola sottospecie:
- Linyphia triangularis juniperina Kolosváry, 1933 - Ungheria